# Mersia
Mersia (...) è una cantante brasiliana.

## Biografia
Mersia è una cantante brasiliana arrivata in Italia nella prima metà degli anni settanta. Debuttò nel 1968 con un  album cantato in portoghese e uscito solo in Brasile. Ha inciso in italiano due album e 7 singoli e per il mercato francese almeno 2 singoli.
Ha inciso pezzi di Gino Paoli e Shel Shapiro e ha duettato con Cristiano Malgioglio in Io ti propongo nell'album Amiche. Partecipò, nel 1975, alla Mostra Internazionale di musica leggera di Venezia (ex Gondola d'oro) con Irraggiungibile, scritta da Mario Guarnera, ex Papete. Dopo il 1978 scompare dalle scene per ricomparire una tantum nell'album di Cristiano Malgioglio, Amiche realizzato nel 1991.

## Discografia

### 33 giri Italia
- 1974 - Mersia (Polydor, 2448 024)
- 1976 - Forse (Polydor, 2448 052A)

### 45 giri Italia
- 1973 - Tu non mi manchi/Dissolvenza (Philips, 6025092)
- 1974 - La lettera/Stress (Polydor, AS-265)
- 1975 - Amava/Un po' di più (Polydor, 2060096)
- 1975 - Irraggiungibile/Dimmi come fa (Polydor, 2060109)
- 1976 - Brivido/Superamore (Polydor, 2060117)
- 1977 - Forse/Spaventapasseri (Polydor, 2448052)
- 1978 - Aeroporto/Jura secreta (RCA Italiana, PB6163)

### 45 giri Francia
- 1974 - La lettre/La petite revient (Polydor, 2060080)
- 1976 - Je suis perdue sans toi/Brivido (Polydor, 2060122)

### 45 giri Portogallo
- 1973 - Tu non mi manchi/Dissolvenza (Philips, 6025092)